# Gianni Bella
Gianni Bella (né à Catane le 17 mars 1947) est un chanteur et compositeur italien. C'est le frère de Marcella Bella.

## Biographie
Chanteur et guitariste  de plusieurs groupes musicaux de Catane, à la fin des années 1960, Gianni Bella s'installe à Milan pour accompagner sa sœur Marcella Bella qui fait ses premiers pas, après avoir été remarquée par Mike Bongiorno au cours d'une soirée en Sicile.
Pour sa sœur il compose, avec Italo Ianne (it), la musique d'un premier single de succès, Hai ragione tu (sur le disque il est crédité comme G. Bell). Marcella Bella participe au Festival de Sanremo 1972 avec la chanson Montagne verdi, écrite par Gianni et par Giancarlo Bigazzi. Le texte de Montagne verdi fut écrit par Bigazzi spécialement pour Marcella, en pensant à la nostalgie de la fille qui avait déménagé à Milan envers les montagnes autour de Catane.
Avec Italo Janne, Gianni Bella ecrit pour Marcella Sole che nasce, sole che muore / Il tempo dell'amore verde (1972), Un sorriso e poi perdonami (1972), Io domani (1973) et Nessuno mai (1974).
Alors que Marcella s'impose parmi les chanteuses italiennes, Gianni, avec l'aide de Giancarlo Bigazzi, commence sa carrière de chanteur soliste et obtient aussitôt le succès en participant à Un disco per l'estate 1974 avec Più ci penso qui figure dans le « top ten » italien du 3 août au 23 novembre 1974. Il revient à Un disco per l'estate 1975, avec moins de succès, avec Oh mama. Parallèlement il poursuit son activité de compositeur et avec son frère Antonio Bella il signe quelques chansons (Sto piangendo, Cara, Soli) qui font partie du répertoire du groupe musical des Beans.
En 1976 il remporte le Festivalbar avec Non si può morire dentro, chanson qui reste dans le « top ten » italien du 12 juin au 23 octobre 1976 et qui atteint la première place le 10 juillet et la maintient pour dix semaines et est insérée dans son premier album 33 tours Sogni di un robot. En 1977 sort son deuxième album Io canto e tu et en 1978 Gianni Bella revient au Festivalbar, en interprétant No, inséré ensuite dans l'album Toc toc. En 1980, sort son album Dolce uragano.
Pendant les années 1980 il poursuit l'activité de soliste, en participant au Festival de Sanremo 1981, comme chanteur avec Questo amore non si tocca et auteur pour sa sœur Marcella, en composant avec Mogol la chanson Nell'aria. Ce texte avait été écrit pour procurer une image sexy de Marcella.
Le 45 tours au titre L'ultima poesia / Alla pari (1985) est écrit avec Marcella et Mogol, qui devient son auteur et producteur. Pour Gianni Morandi il écrit (avec son frère Rosario Bella) La mia nemica amatissima, chanson présentée au Festival de Sanremo 1983. Il travaille avec d'autres musiciens, comme le britannique Geoff Westley (it).
En 1990 il se rend pour la deuxième fois au Festival de Sanremo, en couple avec sa sœur Marcella, obtenant une bonne critique avec Verso l'ignoto, écrit avec Geoff Westley.
Il revient à Festival di Sanremo 1991 (it) avec La fila degli oleandri, tiré de l'album homonyme produit par Mogol, tandis que Vocalist (1994), enregistré à Los Angeles, est le résultat de sa collaboration avec des musiciens de renommée comme Frank Gambale, Enzo Todesco et Gregg Bissonette. En 1998 il enregistre avec Marcella, aux Etats-Unis È un miracolo et Ama la vita, tous deux rejetés par les commissions de sélection du Festival de Sanremo, puis enregistrés dans l'album Finalmente insieme.
À la fin des années 1990 il signe l'un des plus grands succès d'Adriano Celentano: L'emozione non ha voce et l'album Io non so parlar d'amore reste deux ans dans le « top 50 » italien. Avec Mogol il compose pour Celentano la plupart des chansons de l'album Esco di rado e parlo ancora meno (2000) et des suivants Per sempre (2002) et Dormi amore, la situazione non è buona (2007).
Dans les années 2000, portent sa signature les colonnes sonores des fictions télévisives Uno bianca (2001), Il testimone (2001) et La notte breve (2006).
De nouveau au Festival di Sanremo 2001 (it), ou il presente Il profumo del mare et au Festival di Sanremo 2007 (it), avec sa sœur Marcella et la chanson Forever per sempre qui obtient un bon retour de ventes. 
Le 15 janvier 2010 l'artiste est frappé par un ictus et hospitalisé à l'hôpital San Giorgio de Ferrara, centre spécialisé pour la réhabilitation. Après un séjour de sept mois, il est démis. Il travaille avec Mogol et Geoff Westley pour terminer l'œuvre théâtrale Storia di una capinera tirée du roman de Giovanni Verga débutée en 2006,.
Sa chanson Rinascimento, composée avec Mogol peu avant ses problèmes de santé, est interprétée par un Gianni Morandi au Festival di Sanremo 2011 (it) pour lui rendre hommage.
Le jour 8 mars 2015, au Teatro Dal Verme à Milan, une soirée événement à l'initiative de Marcella Bella, en l'honneur de son frère Gianni et intitulé Una serata Bella... per te Gianni a vu la participation d'artistes comme Loredana Bertè, Umberto Tozzi, Mario Biondi, Mario Lavezzi (it), Annalisa et Deborah Iurato.

## Discographie italienne

### 45 tours
- 1974 : Più ci penso / L'arancia non è blu (Derby, DBR 2339)
- 1974 : Guarda che ti amo / Siamo marinai (Derby, DBR 2832)
- 1975 : Oh mama / Eppure più bella (Derby, DBR 3246)
- 1976 : Non si può morire dentro / T'amo (Derby, DBR 4161)
- 1977 : Io canto e tu / Me ne andrò (Derby, DBR 5255)
- 1978 : No / Sei (CGD, 10091)
- 1978 : Toc toc / Basta (CGD, 10131)
- 1980 : Dolce uragano / Fondersi (CGD, 10273)
- 1981 : Questo amore non si tocca / Agatì (CGD, 10316)
- 1983 : Il patto / Fiocco rosso (CGD, 10457)
- 1985 : L'ultima poesia / Alla pari (avec Marcella Bella) (CBS, A 6315)
- 1988 : Due cuori rossi di vergogna / Playback (Polydor, 887 390-7)
- 1990 : Verso l'ignoto (avec Marcella Bella) / Pianeti (Dischi Ricordi, SRL 11070)
- 1991 : La fila degli oleandri / Un uomo colorato (Fonit-Cetra, SP 1897)

### CD un titre
- 1994 : Belladonna (avec Gino Vannelli) (Ricordi) (promotionnel)
- 1997 : Non si può morire dentro / Più ci penso (CGD East West/Warner Music)
- 1998 : È un miracolo (avec Marcella Bella) / Belladonna (Pull Music)
- 2001 : Il profumo del mare (SDC/Sony Music) (promotionnel)
- 2007 : Forever per sempre (avec Marcella Bella) (Nuova Gente/Universal Music)
- 2007 : Vendetta tremenda vendetta (avec Marcella Bella) (Nuova Gente/Universal Music) (promotionnel)